# Charles Babbage
Charles Babbage (26 december 1791 – 18 oktober 1871) was een Britse wiskundige filosoof, uitvinder en werktuigbouwkundige die bekend werd als de ontwerper van de eerste geautomatiseerde, programmeerbare, mechanische rekenmachine, de voorloper van de elektronische computer.

## Levensloop
Babbage was een van de vier kinderen van Benjamin Babbage, een vooraanstaande bankier in Londen met een tweede huis in Devon, en Betsy Plumleigh Teape. Hij volgde onderwijs op scholen in Devon en Londen, en particulier onderwijs.   
In 1810 begon hij de studie wiskunde aan Trinity College in Cambridge, waar hij al snel uitblonk. In 1812 vormde hij met John Herschel, George Peacock en anderen de Analytical Society, die als doel had de Engelse wiskunde aan te passen aan de opvattingen uit het Europese vasteland. In 1812 stapte hij over naar het Peterhouse college in Cambridge, waar hij in 1814 afstudeerde. 
Na zijn studie vestigde hij zich als wetenschapper in Londen. Vanaf 1815 gaf hij daar les in astronomie aan de Royal Institution, en in 1817 werd hij gekozen tot Fellow van de Royal Society. In 1816 liep hij een aanstelling mis bij de Haileybury College in Hertford, en in 1820 kwam hij niet door de selectie voor professor aan de Universiteit van Edinburgh. 
In 1816 publiceerde Babbage samen met Herschel en Peacock een vertaling van de Franse colleges van Sylvestre Lacroix, een state-of-the-art leerboek over de calculus. Met hen was hij in 1820 ook betrokken bij de oprichting van de Royal Astronomical Society met William Herschel als eerste voorzitter. In 1820 begon Babbage aan een prototype van de Difference Engine, een mechanische, automatische rekenmachine, waarvan hij in 1822 een werkend model presenteerde.
In de volgende decennia werkte Babbage verder aan het concept van de programmeerbare rekenmachine. In de eerste tijd was hij financieel ondersteund door zijn vader, en na z'n overlijden in 1828 erfde hij een klein fortuin waardoor hij zijn onderzoek en ontwikkeling zelf kon blijven financieren. Van 1828 tot 1839 was hij Lucasian Professor in de wiskunde in Cambridge.

## Werk

### Difference Engine No. 1, 1821

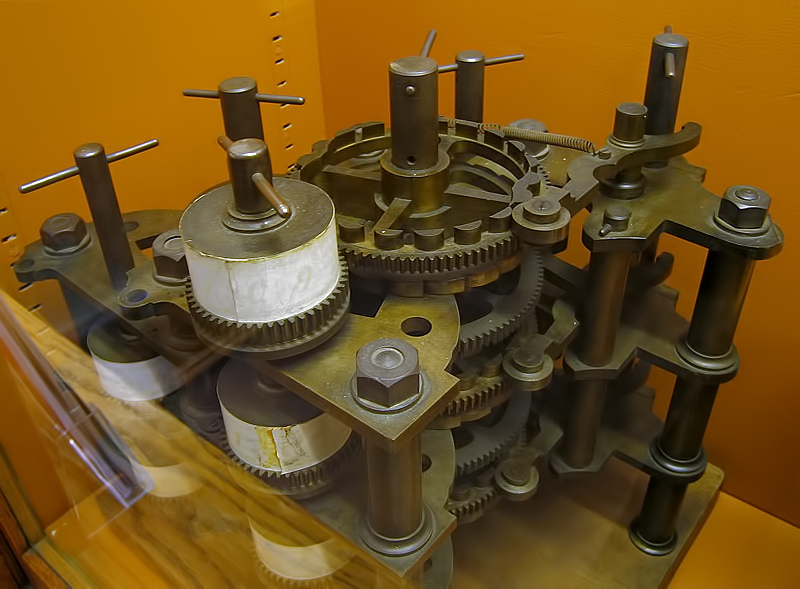
Deel van de Difference Engine (Whipple Museum of the History of Science, University of Cambridge)

Babbage ontwierp in 1821 een mechanische, automatische rekenmachine, de verschilmotor of Difference Engine, om wiskundige tabellen te genereren. In die tijd werden deze tabellen door mensen gegenereerd, wat fouten in de hand werkte. De machine werd echter maar voor een deel gebouwd en heeft daardoor nooit volledig gewerkt. Afgebouwd zou hij uit 25.000 delen hebben bestaan en 15 ton hebben gewogen.

### Analytische machine, 1834-1871
Van 1834 tot aan zijn dood in 1871 was Babbage bezig met het concept van de eerste programmeerbare (mechanische) rekenmachine, die hij de analytische machine noemde (Analytical Engine). Dit was een waardige voorloper van de elektronische computer zoals wij die nu kennen, omdat hij in principe de basisfuncties van een eenvoudige computer zou hebben. Hij zou met ponskaarten werken, beslissingen nemen, berekeningen maken en uitkomsten onthouden. Als hij zou zijn gebouwd zou het een gigantisch apparaat geweest zijn, opgebouwd uit mechanische onderdelen als tandwielen en assen, dat zou moeten worden aangedreven door een stoommachine.

### Difference Engine No. 2, 1841-1849
In de periode van 1841 tot 1849 ontwierp Babbage, geïnspireerd door inzichten opgedaan bij het ontwerpen van de Analytical Engine, de Difference Engine 2. Door optimalisatie zou dit ontwerp veel kleiner zijn geweest dan de eerste versie (4000 delen, 2,6 ton).

## Ontvangst

### Redenen voor het niet bouwen van de Engines
De Difference Engine en de Analytical Engine zijn tijdens Babbages leven nooit (volledig) gebouwd. Redenen hiervoor zijn:
- Babbage bracht voortdurend veranderingen en verfijningen aan in zijn ontwerpen. Zo is er nooit een gefinaliseerd ontwerp gemaakt van de Analytical Engine, er staan allerlei versies op papier met diverse specificaties. Alleen van Difference Engine 2 maakte hij een min of meer compleet ontwerp.
- Een voortdurend gebrek aan financiering,
- Tegenwerking van de Britse regering, die aanvankelijk het bouwen van de eerste Difference Engine financierde maar zich vanwege gebrek aan resultaten en animositeit van personen in regeringskringen jegens Babbage terugtrok.
- Doordat gestandaardiseerde onderdelen zoals we die nu kennen nog niet waren uitgevonden, was een voldoende hoog productietempo van de verschillende onderdelen niet haalbaar. Het was niet mogelijk deze onderdelen door meerdere fabrieken te laten fabriceren, aangezien elke fabriek volgens eigen methoden en maten werkte.

### Ada Lovelace

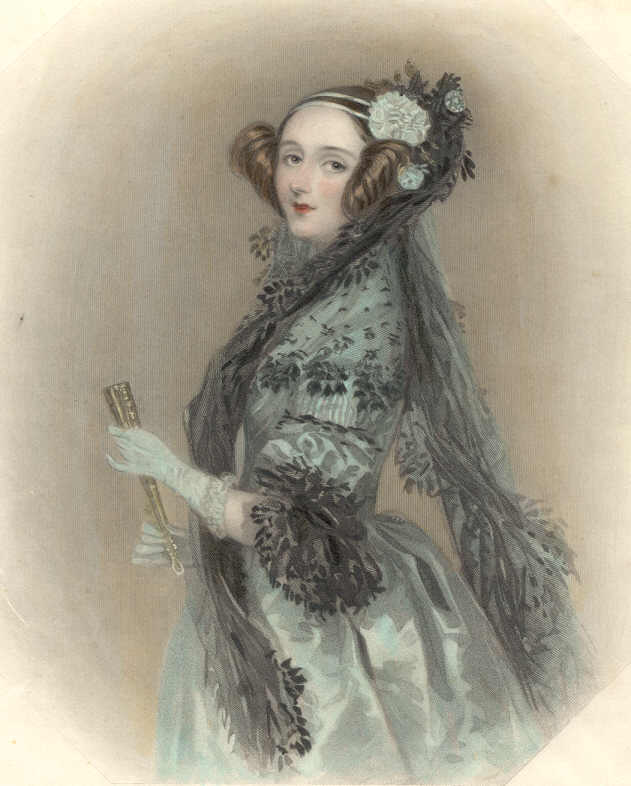
Ada Lovelace, 1838

Ada Lovelace schreef voor de Analytical Engine van Babbage het eerste computerprogramma. Het feit dat een vrouw zich hiermee bezighield was voor die tijd zeer bijzonder want vrouwen werden in het onderwijs buitengesloten. Ada Lovelace was evenwel door privéleraren tot wiskundige opgeleid en raakte in de jaren 30 van de 19e eeuw goed bevriend met Babbage. 
Omdat de machine niet gebouwd is, heeft ze haar programma's nooit zien werken. Een door Jean Ichbiah van Honeywell Bull onder de codenaam Groen voor het Amerikaanse ministerie van defensie ontwikkelde programmeertaal, werd in mei 1979 naar haar vernoemd. Op 10 december 1980, haar 165e geboortedag, volgde de officiële goedkeuring van het gebruikershandboek voor het nieuwe Ada.

### Kon de Difference Engine werken? Nabouw in de 20e eeuw

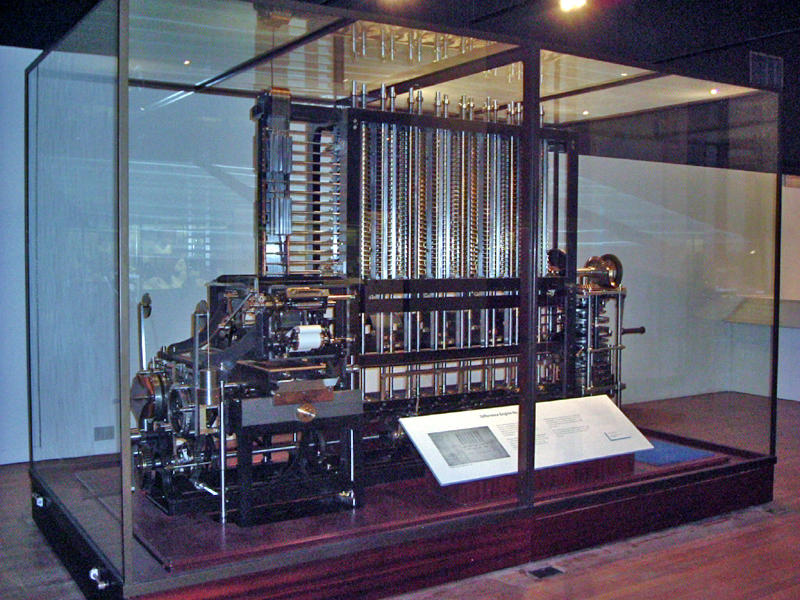
De in 1991 voltooide difference Engine No. 2

Lange tijd na Babbage is er  discussie geweest over de vraag of de Engines destijds volledig zouden hebben kunnen werken, omdat het niet zeker was dat de onderdelen met de toenmalige stand van de techniek met voldoende nauwkeurigheid gemaakt hadden kunnen worden. 
Het Science Museum in Londen heeft in de periode 1985-1991 ter ere van de 200e geboortedag van Charles Babbage de Difference Engine No. 2 gebouwd en deze werkte inderdaad. Bij het bouwen heeft men zo veel mogelijk volgens de technieken uit de tijd van Babbage gewerkt, om aan te tonen dat een 19e-eeuwse Engine had kunnen werken. In 2001 voltooide men een eveneens door Babbage ontworpen printer, die wordt aangestuurd door Difference Engine No. 2.
Op 1 mei 2008 werd in het Computer History Museum in Mountain View in de Verenigde Staten, een tweede versie van Difference Engine No. 2 gepresenteerd.

### Invloed op hedendaagse computers
De ontwerpen van Babbage vertonen opmerkelijke parallellen met de architectuur van hedendaagse computers; zo ontwierp hij de Analytical Engine al met een CPU (de "mill" in Babbage-terminologie) en geheugen (de "store") die van elkaar gescheiden waren. Toch heeft Babbage geen invloed gehad op de ontwikkeling van de elektronische computers in de twintigste eeuw. Na zijn dood raakten zijn ideeën en ontwerpen in de vergetelheid, met name door een gebrek aan publicaties over zijn ideeën van de kant van Babbage zelf. Daardoor moesten de ontwerpers van de elektronische computers de door Babbage al beschreven principes zelf opnieuw uitvinden.

## Publicaties, een selectie
- Comparative View of the Various Institutions for the Assurance of Lives, 1826.
- Reflections on the Decline of Science in England and Some of Its Causes, London: Fellowes, 1830.
- The Economy of Machinery and Manufactures, London: Charles Knight, 1835.
- The Exposition of 1851, London: John Murray, 1852.